# Xerophloea difformis
Xerophloea difformis är en insektsart som beskrevs av Paul W. Oman 1936. Xerophloea difformis ingår i släktet Xerophloea och familjen dvärgstritar. Inga underarter finns listade i Catalogue of Life.